# Thammathibet
Thammathibet Chaiyachet Suriwong (tiếng Thái: ธรรมธิเบศไชยเชษฐ์สุริยวงศ์, ? – 1746) là Nhị vương Xiêm (Thái Lan) từ năm 1732 đến năm 1746. Ông là anh trai của Uthumphon và Ekkathat.

## Hậu duệ
Ông có 13 con trai và bảy con gái.
- Vương tử
  - Vương tử Chai (hoặc Chat, Koet)
  - Vương tử Sisang (Chiêu Xỉ Khang (昭侈腔))
  - Vương tử Maen
  - Vương tử Ming
- Vương nữ
  - Vương nữ Si
  - Vương nữ Mit
  - Vương nữ Thap
  - Vương nữ Chuen
  - Vương nữ Ta
  - Vương nữ Dara
  - Vương nữ Chi
  - Vương nữ Chat